# Campeonato Paranaense de Futsal de 2017 - Segunda Divisão
O Campeonato Paranaense de Futsal - Segunda Divisão, cujo nome usual é Chave Prata, e a 23ª edição da segunda mais importante competição da modalidade no estado, sua organização é de competência da Federação Paranaense de Futsal.Os três melhores colocados serão promovidos a Chave Ouro de 2018.Alisson

## Regulamento
- [1]

O Campeonato Paranaense Futsal Chave Prata 2014, será disputado em quatro fases com o início previsto para o dia 27 de maio e término em 9 de dezembro.
Primeira fase
Na Primeira fase, as 10 equipes jogam entre si em Turno e Returno, com jogos de ida e colta. Se qualificam para a Segunda Fase os 8 melhores colocados;
Segunda Fase
As 8 equipes classificadas, serão dividas em dois grupos de 4 componentes cada, jogando novamente em turno e returno. Os dois melhores de cada um desses grupos avançam para a semifinal;
Terceira Fase (Semi-Final)
Os quatro classificados, serão divididos em duas chaves, jogando em Play-Off eliminatório de duas partidas, com a equipe de melhor campanha tendo a vantagem do empate, para ficar com a vaga, em caso de vitórias alternadas a decisão será na prorrogação, sendo o empate também em favor da equipe de melhor campanha. As melhores posicionadas da Primeira Fase, jogarão a segunda partida em casa, assim como a terceira se esta for necessária. Classificam-se para a Quinta Fase (Final) as equipes vencedoras de cada chave, que garantem também o acesso a Chave Ouro 2018, já as perdedoras, disputarão dois jogos extras, com os mesmos critérios de desempate, para definir o terceiro promovido a elite.
Quarta Fase (Final)
Os dois times vencedores, disputam a grande final do torneio a fim de definir o campeão da edição. A decisão ocorrerá em duas partidas,  com a equipe de melhor campanha tendo a vantagem do empate, para ficar com  para ficar com o título, em caso de vitórias alternadas a decisão será na prorrogação, sendo o empate também em favor da equipe de melhor campanha. O melhor posicionado da Primeira Fase, jogará a segunda partida em casa.
Rebaixamento
Não haverá rebaixamento a Chave Bronze nesta edição.
Critérios de Desempate
1. Equipe que obtiver o maior número de pontos;
2. Confronto direto;
3. Gol average (maior quociente da divisão do número de gols marcados pelo número de gols sofridos);
4. Menor média de gols sofridos na Fase (número de gols sofridos divididos pelo número de jogos);
5. Maior média de gols marcados na Fase (número de gols feitos dividido pelo número de jogos);
6. Maior saldo;
7. Sorteio.

## Participantes em2017
| Clube                   | Cidade               | Ginásio                                  |
| ----------------------- | -------------------- | ---------------------------------------- |
| AAEMA Mariópolis Futsal | Mariópolis           | AAEMA                                    |
| Noroeste Futsal         | Loanda               | Ginásio João Margato                     |
| Ampére                  | Ampére               | Ginásio Rondinha                         |
| Matelândia              | Matelândia           | Ginásio Municipal de Matelandia          |
| ASSIFUSA Irati          | Irati                | Batatão                                  |
| Colombo Futsal          | Colombo (Paraná)     | Ginásio Leandro Alberti                  |
| Monte Sião              | Paranaguá            | Albertina Salmon                         |
| Palmas Futsal           | Palmas               | Ginásio de Esportes Monsenhor Engelberto |
| Novo Futsal São José    | São José dos Pinhais | Max Rosenmann                            |

## Primeira Fase
- [2]

| Pos | Times                | Pts | J  | V  | E | D | GP | GC | SG  | GA   | Classificação                     |
| --- | -------------------- | --- | -- | -- | - | - | -- | -- | --- | ---- | --------------------------------- |
| 1   | Mariópolis           | 35  | 16 | 10 | 5 | 1 | 69 | 45 | 24  | 1.53 | Classificados para a Segunda Fase |
| 2   | Matelândia           | 32  | 16 | 9  | 5 | 2 | 76 | 52 | 24  | 1,46 | Classificados para a Segunda Fase |
| 3   | Ampére               | 24  | 16 | 7  | 3 | 6 | 50 | 45 | 5   | 1.11 | Classificados para a Segunda Fase |
| 4   | Palmas Futsal        | 23  | 16 | 6  | 5 | 5 | 54 | 49 | 5   | 1.10 | Classificados para a Segunda Fase |
| 5   | Loanda               | 20  | 16 | 6  | 2 | 8 | 45 | 53 | -8  | 0.85 | Classificados para a Segunda Fase |
| 6   | Assifusa             | 17  | 16 | 5  | 2 | 9 | 71 | 83 | -12 | 0.86 | Classificados para a Segunda Fase |
| 7   | Novo Futsal São José | 22  | 16 | 4  | 5 | 7 | 51 | 50 | 1   | 1.02 | Classificados para a Segunda Fase |
| 8   | Monte Sião           | 21  | 16 | 4  | 4 | 8 | 54 | 64 | -10 | 0.84 | Classificados para a Segunda Fase |
| 9   | Colombo Futsal       | 17  | 16 | 4  | 3 | 9 | 50 | 79 | -19 | 0.63 | Eliminados                        |

## Fase Final
Em itálico, os times que possuem o mando de campo no primeiro jogo do confronto e em negrito os times classificados.
Torneio 4 equipes ida e volta com terceiro jogo opcional, havera terceiro jogo na Semifinal 2 entre Palmas Esportes e Matelândia
- [3]

|  | Semifinais                          | Semifinais |         |  | Final                | Final   |  |
|  |                                     |            |         |  |                      |         |  |
|  | 21 e 28 de outubro e 04 de Novembro |            |         |  |                      |         |  |
|  | Novo Futsal São José                | 6 (5)      |         |  |                      |         |  |
|  | Assifusa                            | 0 (1)      |         |  |                      |         |  |
|  |                                     |            |         |  |                      |         |  |
|  |                                     |            |         |  | 02 e 09 de dezembro  |         |  |
|  |                                     |            |         |  | Novo Futsal São José | 3 3 (6) |  |
|  |                                     | Matelândia | 2 5 (6) |  |                      |         |  |
|  |                                     |            |         |  |                      |         |  |
|  |                                     |            |         |  |                      |         |  |
|  |                                     |            |         |  |                      |         |  |
|  | 21 a 28 de Outubro                  |            |         |  |                      |         |  |
|  | Palmas Futsal                       | 5 2 (2)    |         |  |                      |         |  |
|  | Matelândia                          | 2 10 (5)   |         |  |                      |         |  |

## Premiação
| Chave Prata 2017                      |
| ------------------------------------- |
| AYMORÉ MATELÂNDIA Campeão (1º título) |